# Justin Baldoni
Justin Louis Baldoni (Los Angeles, 24 de janeiro de 1984) é um ator e diretor americano, mais conhecido por interpretar Rafael Solano na comédia romântica satírica Jane the Virgin, da The CW.

## Início de vida
Baldoni nasceu em Los Angeles, Califórnia, e foi criado em Medford, Óregon. Sua mãe é de família judaica e seu pai é descendente de italianos. Seus pais converteram-se à Fé bahá'í, que Baldoni também segue desde adolescente. Ele jogava futebol e praticava atletismo no ensino médio, e foi DJ em uma rádio local da sua cidade. Ao se mudar para um prédio, Baldoni conheceu um empresário que o aconselhou a seguir carreira de ator.

## Carreira
Em 2008, Baldoni escreveu, produziu e dirigiu seu primeiro clipe musical, "Armed", do cantor Devon Gundry. O vídeo foi selecionado e venceu a categoria "Audience Choice Award" do Festival de Cinema Internacional Dawn Breakers.
Em 2012, Baldoni criou a série documental My Last Days, que contava histórias de pessoas com doenças terminais. A segunda temporada de My Last Days foi transmitida na CW e a terceira temporada foi lançada no inverno de 2018. Após a repercussão positiva da série ele fundou sua própria produtora, a Wayfarer Entertainment. Em dezembro de 2018, Baldoni discursou no simpósio anual End Well sobre como ele acredita que "pensar sobre a nossa morte pode nos ajudar a viver melhor".
Em 2014, Baldoni começou a interpretar Rafael Solano na série Jane the Virgin, da CW, e em maio de 2016 ele lançou um aplicativo direcionado a mulheres grávidas chamado Belly Bump.
Em julho de 2017, a Variety anunciou que Baldoni estava desenvolvendo um talk show masculino através da sua produtora Wayfarer Entertainment. O programa, intitulado Man Enough, é descrito como uma série que explora o significado de ser homem hoje em dia. Em agosto de 2017, a TED anunciou que Baldoni faria uma palestra na conferência anual TEDWomen.
Baldoni dirigiu e produziu o filme Five Feet Apart, com Cole Sprouse e Haley Lu Richardson nos papéis principais. O filme foi lançado em 15 de março de 2019, e retrata a vida de dois adolescentes que convivem com a fibrose cística.
Ele dirigiu e produziu um filme sobre a vida do músico Zach Sobiech com a Warner Bros.. Em maio de 2020, foi anunciado que o serviço de streaming Disney+ adquiriu os direitos de distribuição do filme, que está programado para ser lançado no outono de 2020. Baldoni também deve dirigir e produzir It Ends with Us, baseado no romance homônimo de Colleen Hoover.

## Wayfarer Entertainment
Baldoni fundou uma produtora chamada Wayfarer Entertainment. A empresa produz conteúdos televisivos, filmes e conteúdo digital. Em 2019, a Wayfarer vendeu uma participação majoritária que elevou os fundos da empresa para 25 milhões de dólares.

## Vida pessoal
Após um ano de namoro, Baldoni casou-se com a atriz sueca Emily Fuxler — que adotou seu sobrenome posteriormente — em julho de 2013 em Corona, Califórnia. Eles têm dois filhos.

## Filmografia

### Cinema
| Ano  | Título                   | Papel                | Notas              |
| ---- | ------------------------ | -------------------- | ------------------ |
| 2005 | Yesterday's Dream        | Pat                  |                    |
| 2005 | The Helix... Loaded      | Jason                |                    |
| 2008 | A Casa das Coelhinhas    | Garçom               |                    |
| 2009 | After Dusk They Come     | Peter                | Vídeo              |
| 2009 | Alpha Males Experiment   | Gavin                |                    |
| 2010 | Unrequited               | Todd Brown           |                    |
| 2011 | Royal Reunion            | Nicky                | Curta-metragem     |
| 2011 | Intervention: Cinderella | Aladdin              | Curta-metragem     |
| 2011 | Minkow                   | Barry Minkow (jovem) |                    |
| 2012 | Undercover Bridesmaid    | Jake                 | Telefilme          |
| 2013 | Isolated                 | Embaixador           |                    |
| 2013 | Not Today                | Eli Hill             |                    |
| 2013 | The Proposal             | Justin               | Curta-metragem     |
| 2014 | A Fine Step              | Marzo Bolivar        |                    |
| 2019 | Five Feet Apart          |                      | Diretor            |
| 2020 | Clouds                   |                      | Diretor e produtor |
| 2024 | It Ends with Us          | Ryle Kincaid         | Diretor            |

### Televisão
| Ano       | Título                        | Papel             | Notas                                             |
| --------- | ----------------------------- | ----------------- | ------------------------------------------------- |
| 2004      | The Young and the Restless    | Ben               | 3 episódios                                       |
| 2004      | Wedding Daze                  | Guillermo Valerio | Telefilme                                         |
| 2005      | JAG                           | Azzam             | Episódio: "Bridging the Gulf"                     |
| 2005      | Spring Break Shark Attack     | J.T.              | Telefilme                                         |
| 2005      | Charmed                       | Salko             | Episódio: "Something Wicca This Way Goes"         |
| 2005-06   | Everwood                      | Reid Bardem       | Recorrente                                        |
| 2007      | CSI: Miami                    | Damon Argento     | Episódio: "Cyber-Lebrity"                         |
| 2008      | The Suite Life of Zack & Cody | Diego             | Episódio: "Foiled Again"                          |
| 2009      | Heroes                        | Alex Woolsey      | Episódios: "Building 26" e "Exposed"              |
| 2010      | The Bold and the Beautiful    | Graham Darros     | Recorrente                                        |
| 2010      | CSI: NY                       | Heath Kirkfield   | Episódio: "Out of the Sky"                        |
| 2011-12   | Single Ladies                 | Derek             | Recorrente                                        |
| 2012      | Blackout                      | Josh Martin       | Minissérie                                        |
| 2012      | Shadow of Fear                | Bobby             | Telefilme                                         |
| 2012      | Undercover Bridesmaid         | Jake              | Telefilme                                         |
| 2013      | Happy Endings                 | Marcus            | Episódio: "Fowl Play/Date"                        |
| 2014–2019 | Jane the Virgin               | Rafael Solano     | Protagonista                                      |
| 2017      | Madam Secretary               | Kevin Park        | Episódios: "The Beautiful Game" e "Labor of Love" |